# PalaBaldinelli
Il PalaBaldinelli è un'arena coperta di Osimo.
È intitolato ad Alessio Baldinelli, scomparso nel 2005, allenatore di pallacanestro che tra il 1999-00 e 2001-02 centrò tre promozioni consecutive portando la Robur Osimo per la prima volta in Legadue.

## Storia e descrizione
La sua inaugurazione avviene il 20 aprile 2006.
Il PalaBaldinelli viene utilizzato sia per attività sportive, soprattutto come palestra e per gare di pallavolo e pallacanestro, sia per attività ludiche come concerti musicali.
Dal 2006-2007 ha ospitato le gare casalinghe della squadra femminile di pallavolo della Polisportiva Filottrano Pallavolo, diverse gare casalinghe della squadra maschile di pallavolo dell'Associazione Sportiva Volley Lube e, nella stagione 2021-22, della Janus Basket Fabriano, all'epoca militante nella Serie A2 di pallacanestro.